# Totenberg (Bramwald)
Totenberg (Bramwald) este o arie protejată (arie specială de conservare — SAC, sit de importanță comunitară — SCI) din Germania întinsă pe o suprafață de 432 ha, integral pe uscat.

## Localizare
Centrul sitului Totenberg (Bramwald) este situat la coordonatele 51°31′48″N 9°39′17″E / 51.53°N 9.6547°E.

## Înființare
Situl Totenberg (Bramwald) a fost declarat sit de importanță comunitară în octombrie 1998 pentru a proteja 1 specie de animale. Situl a fost protejat și ca arie specială de conservare în noiembrie 2003.

## Biodiversitate
Situată în ecoregiunea continentală, aria protejată conține 2 habitate naturale: Păduri de fag Luzulo-Fagetum, Păduri aluvionare cu Alnus glutinosa și Fraxinus excelsior (Alno-Padion, Alnion incanae, Salicion albae).
La baza desemnării sitului se află o specie protejată de  mamifere: liliac comun (Myotis myotis).